# Dendryphantes arboretus
Dendryphantes arboretus là một loài nhện trong họ Salticidae.
Loài này thuộc chi Dendryphantes. Dendryphantes arboretus được Wanda Wesołowska & Cumming miêu tả năm 2008.